# Andrew Luster
Andrew Stuart Luster (* 15. Dezember 1963) ist ein Urenkel von Max Factor und einer der Erben seines Vermögens. Bekannt wurde er vor allem durch einen medienträchtigen Kriminalprozess wegen Serienvergewaltigung, in dessen Verlauf er ebenso medienträchtig floh.

## Leben
Andrew Luster wuchs mit seiner Schwester bei seiner Mutter in Malibu (Kalifornien) auf. Sein Vater, ein Psychiater, starb an Lungenkrebs, als Luster neun war. Er besuchte das Santa Barbara City College, allerdings ohne einen Abschluss zu erzielen. Stärker als jeder akademische Ehrgeiz waren seine Interessen am Skisport, an Wellenreiten und Skateboards. Im Jahre 1981 kaufte seine Mutter ihm am Strand von Mussel Shoals südlich von Santa Barbara ein Haus. Er lebte größtenteils von einer aus einem Fonds gespeisten Pension von 55.000 US-Dollar im Jahr. Der Fonds war nach dem Verkauf des Unternehmens Max Factor 1970 eingerichtet worden. Daneben befasste er sich mit Grundstücksgeschäften und Börsenspekulationen, seine Hauptbeschäftigung blieb indessen das Surfen. Mit einer Freundin zeugte er zwei Kinder (1991 und 1994 geboren). Ansonsten hatte er keine längerdauernden Beziehungen.

## Der Kriminalfall
Am 13. Juli 2000 lernte er eine 21 Jahre alte Frau und deren Bekannte in einer Bar in Santa Barbara kennen. Er gab ihr ein Glas Wasser zu trinken und nahm sie mit in seinen Bungalow in Mussel Shoals, in dem er mehrmals Sex mit ihr hatte. Am folgenden Tag erklärte er ihr, dass er ihr Liquid Ecstasy verabreicht habe. Sie erstattete daraufhin am 17. Juli 2000 Anzeige. Die Droge konnte allerdings in ihrem Körper nicht mehr nachgewiesen werden. Die Polizei regte daraufhin an, dass sie Luster anrufen solle, während das Gespräch aufgezeichnet werden sollte. In dem Telefongespräch bestätigte er erneut die Verabreichung der Droge. Es kam zu einer Hausdurchsuchung. Bei dieser konnten Videoaufnahmen und Fotografien sichergestellt werden, die Luster bei sexuellen Handlungen mit 13 bewusstlosen Frauen zeigten. Die folgenden Ermittlungen wurden auf drei Frauen mit insgesamt 88 sexuellen Akten in den Jahren 1996, 1997 und 2000 beschränkt.

## Der Prozess
Der Prozess fand vor dem Gericht in Ventura County statt.
Zunächst wurde eine Kaution für Andrew Luster von 10 Millionen $ festgesetzt, da eine hohe Fluchtgefahr bestehe. Seine Anwälte begannen intensiv mit den Medien zusammenzuarbeiten und stellten diesen gegenüber eine Reihe von Behauptungen auf. So gingen diese davon aus, dass Lusters prominente Stellung ihn zum Ziel karrierebewusster Beamter mache und die drei Opfer hinter seinem Geld her wären. Insbesondere das letzte Opfer sei lediglich nicht stolz auf ihre Handlungen gewesen, weshalb sie die Anzeige erstattet habe. Bei den übrigen beiden Opfern habe es sich um Sex während anderweitiger Beziehungen gehandelt, weshalb nun behauptet werde, der Sex sei nicht einvernehmlich gewesen. Die Bewusstlosigkeit der Opfer sei vielfach nur gestellt gewesen, da er in die Pornobranche habe einsteigen wollen. Die Aufnahmen seien Studien gewesen. Nachdem Luster fünf Monate in Untersuchungshaft gesessen hatte, wurde die ursprüngliche Kautionssumme durch ein Berufungsgericht auf eine Million US-Dollar herabgesetzt. Von dieser Summe brachte er selbst 300.000 $ und seine Mutter 700.000 $ auf. Als Auflage hatte er eine elektronische Fußfessel zu tragen.
Die Hauptverhandlung begann am 16. Dezember 2002. Zunächst wurde Luster eine Erleichterung der Kautionsauflagen zugebilligt. Er konnte sich nun zwischen 8:00 Uhr und 20:00 Uhr frei bewegen und musste sich nur in der übrigen Zeit in seinem Haus aufhalten. Seine elektronische Fessel war den Tag über deaktiviert. Andrew Luster stellte sich auf den Standpunkt, er habe nichts Unrechtes getan. Zu Weihnachten 2002 wurde eine zweiwöchige Unterbrechung der Verhandlung angeordnet. Als das Gericht am 6. Januar 2003 wieder zusammen trat, war Luster nicht anwesend. Er war seit dem 3. Januar 2003 nicht mehr über die Fußfessel zu lokalisieren. Das Verfahren wurde fortgesetzt. Am 21. Januar 2003 befanden ihn die Geschworenen in 86 der angeklagten 87 Vergewaltigungsfälle für schuldig. Der Richter setzte die Strafe in absentia auf 124 Jahre Freiheitsstrafe fest. 
Der Kopfgeldjäger Duane Dog Chapman erhielt den Hinweis, dass sich Luster im mexikanischen Puerto Vallarta aufhalten würde. Luster wohnte dort als David Carrera in einem billigen Hotel. Chapman und drei Mitarbeiter ergriffen Luster im Juni 2003 auf offener Straße und zerrten ihn in ein Auto, um ihn zurück nach Kalifornien zu bringen. Die von Zeugen herbeigerufene mexikanische Polizei setzte Chapman und seine Mitarbeiter fest, da dieses Vorgehen in Mexiko als Freiheitsberaubung anzusehen sei. Luster wurde am darauf folgenden Tag an die USA ausgeliefert und in das Mule Creek State Prison (Stadt Ione, Kalifornien) überführt.
Ein Antrag auf Berufung wurde zurückgewiesen, da nach Ansicht des Berufungsgerichtes Luster durch seine Flucht sich selbst das Recht auf eine Berufung entzogen habe. Rechtsmittel gegen diese Entscheidung wurden vom US-Supreme Court am 2. Juli 2003 zurückgewiesen. Begründet worden war der Antrag damit, dass Luster ihm zustehende Rechtsmittel unfair durch die Rechtsauffassung der kalifornischen Gerichte entzogen worden seien. Am 11. März 2013 wurde ihm durch eine weitere Berufung zwar ein neues Verfahren verweigert, jedoch eine neue Urteilssprechung zugesprochen. Am 16. April 2013 setzte eine Richterin das Urteil von 124 auf 50 Jahre herunter.

## Verfilmung
Bereits 2003 wurde der Fall mit dem Fernsehfilm A Date with Darkness: The Trial and Capture of Andrew Luster unter der Regie von Bobby Roth verfilmt. Das Drehbuch stammte von Christopher Canaan. In der Rolle von Andrew Luster war Jason Gedrick zu sehen; weiter trat Marla Sokoloff in der Rolle des Opfers auf, welches Luster anzeigte.